# Jane Nordzell
Jane Ingrid Suzanne Nordzell, född 28 februari 1955, är en svensk konstnär som bor i Värmland.
Nordzell målar i akvarell och olja. Hennes kännetecken är akvareller med mat som motiv. Ofta skrivs även recepten till maträtterna på tavlorna.
Nordzell har målat på heltid sen 1991. Även innan detta var Nordzell med på bland annat höstsalongen på Värmlands museum 1984. Hon har senare varit med på bland annat vårsalongen 2008, 2009 i Karlskoga, och hade sin första egna utställning 1992.